# フリフオンラインモバイル
フリフオンラインモバイルは、ガーラジャパンが運営するNTTドコモの携帯電話向けに提供されているオンラインゲーム。開発もガーラモバイル。2008年2月13日より正式サービスが開始した。

## 概要
エキサイトがPC向けに提供されているMMORPGであるフリフオンラインをNTTドコモの携帯端末に移植したもので、ガーラジャパンのサイト、ポテMOにて提供されている。
オリジナルのフリフオンラインのデザインを踏襲しつつ、フリフオンラインのマドリガルの中の島のひとつ、ウィッシュウェルという新しい世界にて独自のストーリーを展開している。
フリフオンライン同様、基本プレイ無料のアイテム課金というスタイルをとっている。

## 対応機種
NTT DoCoMo FOMA 903i以上(メガアプリ対応機種) が必須とされている。
具体的には、以下の機種が該当する (2009年2月現在、公式サイトより)。
D705i, D705iμ, P705i, P705iμ, SH705i, SO705i, P706μ, F706i, N706i, N706iII, SH706iw, SO706i, D903i, D903iTV, N903i, F903i, F903iX, P903i, P903iTV, SH903i, SH903iTV, P903iX, D904i, N904i, F904i, P904i, SH904i, D905i, F905i, N905i, N905iμ, P905i, P905iTV, SH905i, SH905iTV, SO905i, SO905iCS, SH906i, SH906iT, SO906i, P906i, F906i, N906i, N906iμ, F-01A, P-01A, SH-01A, N-01A, F-02A, F-03A, F-04A, N-02AM, N-03A, N-04A, P-02A, P-03A, SH-02A, SH-03A
また、全ての要素を遊ぶ為には外部メモリーカードが必要とされており、SDカードの利用が強く推奨される。
なお、使用メモリは30MB。

## 職業
フリフオンラインにあった放浪者は無く、1次職からスタートする。2次職業まで実装されている（2008年7月現在）。

### 1次職
- マーシナリーは接近戦を得意とし、防御にも優れている。剣や斧を使った攻撃力をアップさせるスキルや防御力をアップさせるスキルが使用可能である。（レベルが35に達するとブレードかナイトに転職が可能）
- マジシャンは攻撃魔法を使って敵の攻撃が届かない遠距離で戦うことを得意とする。反面、直接攻撃には弱い。（レベルが35に達するとサイキーパーかエレメンターに転職が可能）
- アシストは接近戦に必要な攻撃力、防御力を持つ職業。回復などの戦闘補助を目的としたスキルを覚える。（レベルが35に達するとリングマスターかビルポスターに転職が可能）
- アクロバットは巨大なヨーヨーを使うことで、近距離～遠距離まで幅広い範囲をカバーできる職業である。（レベルが35に達するとジェスターかレンジャーに転職が可能）

### 2次職
- ナイトはマーシナリーの上位職で、両手武器を使用することができ、高い防御力を誇る重装備を生かした前衛職のエキスパートである。
- ブレードはマーシナリーの上位職で、一撃の攻撃力はナイトに劣るが身の軽さを生かした素早い攻撃で敵を切り刻む軽戦士である。武器を二本同時に装備することができる。
- サイキーパーはマジシャンの上位職で、超能力を駆使して相手を混乱、恐怖や隔離状態など精神的攻撃が得意である。
- エレメンターはマジシャンの上位職で、能力をさらに高め、火･水･土･雷･風の属性攻撃魔法を得意とする。
- リングマスターはアシストの上位職で、戦闘補助を行うことに特化した職業だが、スティックやナックルを使用した攻撃も可能。
- ビルポスターはアシストの上位職で、ナックルを使用した近距離攻撃を得意とする。
- ジェスターはアクロバットの上位職で、ヨーヨーの技術を更に特化させた中距離攻撃を得意とする。
- レンジャーはアクロバットの上位職で、弓の技術を更に特化させた魔法とは異なった物理遠距離攻撃を得意とする。